# 弗里登海姆大街站
弗里登海姆大街站（德語：U-Bahnhof Friedenheimer Straße）是一座慕尼黑地铁5号线位于施万塔勒高地的一座车站。